# Шаклеина, Татьяна Алексеевна
Татья́на Алексе́евна Шаклеина (род. 1 декабря 1947, Москва, СССР) — советский и российский политолог, доктор политических наук, кандидат исторических наук, профессор, заведующая кафедрой прикладного анализа международных проблем МГИМО, специалист по российско-американским отношениям и внешней политике США. Лауреат Премии имени Е. В. Тарле (2006), заслуженный деятель науки Российской Федерации (2021).

## Биография
Родилась в Москве в 1947 году. После окончания в 1971 году Московского государственного института иностранных языков имени М. Тореза работала в Институте США и Канады РАН (с января 1972), где в том числе работала заведующей сектором текущих проблем российско-американских отношений и возглавляла отдел внешнеполитических исследований. В 1984 году защитила кандидатскую диссертацию по теме «Свобода печати в США и политика администрации Рейгана по контролю над внешнеполитической информацией».
В 2003 году защитила докторскую диссертацию по теме «Концепции внешней политики США после окончания холодной войны».
В 2006 году вместе с А. Д. Богатуровым и З. С. Белоусовой стала лауреатом Премии имени Е. В. Тарле за коллективную монографию «Системная история международных отношений. В четырёх томах. 1918—2003».
В 2007 году перешла на работу из Института США и Канады РАН в МГИМО, где возглавила Кафедру прикладного анализа международных проблем (ПАМП), созданную годом ранее профессором А. Д. Богатуровым.
В 2009 году в рамках сотрудничества МГИМО с Советом безопасности РФ при участии Т. А. Шаклеиной был осуществлён исследовательский проект «Выявление кризисных ситуаций, направленных на силовое разрешение социально-экономических и социально-политических противоречий на глобальном уровне». В 2010 году под её руководством был проведён ситуационный анализ «Великие державы в новом пограничном пространстве». 14 февраля 2012 года работа Шаклеиной и профессора Богатурова была отмечена почётными знаками Совбеза «в связи с высокой оценкой руководством аппарата СБ РФ результатов сотрудничества с научным коллективом кафедры» ПАМП.
Работы Т. А. Шаклеиной дважды удостаивались диплома второй премии Российской ассоциации политической науки: в 2012 году — за монографию «Россия и США в мировой политике» (в номинации «Лучшее учебное пособие»), в 2013 году — за написанную совместно с А. А. Байковым монографию «Мегатренды. Основные траектории эволюции мирового порядка в XXI веке» (в номинации «Учебно-методические работы»).
В общей сложности является автором более 200 публикаций. Входит в состав экспертного совета Высшей аттестационной комиссии при Министерстве образования и науки по политологии. Является членом редакционных коллегий в журналах «Международные процессы», «Вестник РГГУ» и «Сравнительная политика».

## Выборочная библиография
Монографии
- Россия и США в мировой политике. М.: АСПЕКТ ПРЕСС, 2012
- Идейное обеспечение внешней политики администрации Буша. М.: Институт США и Канады РАН, 2003.
- Россия и США в новом мировом порядке. М.: Институт США и Канады РАН, 2002.
- Белоруссия во внешнеполитической стратегии России. М.: Московский общественный научный фонд, 2000.
- Современные американские концепции мирового лидерства. М.: Институт США и Канады РАН, 1999.
- Российская внешнеполитическая мысль: в поисках национальной стратегии. М.: Московский общественный научный фонд, 1997.

Ответственный редактор и автор глав:
- Введение в прикладной анализ международных ситуаций. Учебник. Под ред. Т. А. Шаклеиной. М.: АСПЕКТ ПРЕСС, 2014.
- Америка в фокусе российских исследователей. Прошлое и настоящее". (Серия «Ситуационные анализы». Выпуск 4). Под ред. Т. А. Шаклеиной. М.: Издательство МГИМО — Университета, 2014.
- Мегатренды. Основные траектории эволюции мирового порядка в XXI веке. Под ред. Т. А. Шаклеиной и А. Б. Байкова. Учебник. М.: АСПЕКТ ПРЕСС, 2013.
- Ситуационные анализы. Выпуск 3: Формирование режимов в отношении новых глобальных вызовов и угроз. Отв. Ред. Т. А. Шаклеина. М.: Издательство МГИМО — Университета, 2013.
- Ситуационные анализы. Выпуск 2: Великие державы в новом пограничном пространстве. Отв. Ред. Т. А. Шаклеина. М.: Издательство МГИМО — Университета, 2012
- Ситуационные анализы. Выпуск 1: Новые вызовы и угрозы России. Отв. Ред. Т. А. Шаклеина. М.: Издательство МГИМО — Университета, 2011.
- Лидерство и конкуренция в современных международных отношениях. Отв. ред. А. Д. Богатуров и Т. А. Шаклеина. М.: Издательство ЛКИ, 2009.
- Россия и США: проблемы взаимодействия (2001—2008). Под ред. Т. А. Шаклеиной и В. А. Кременюка. М.: ИСКРАН, 2009.
- Проблемы трансатлантических отношений в XXI веке. Под ред. Т. А. Шаклеиной и В. А. Кременюка. М.: ИСКРАН, 2009.
- Второй срок администрации Буша: старые проблемы и новые ответы. Под ред. Т. А. Шаклеиной. М.: ИСКРАН, 2006.
- Проблемы лидерства во внешнеполитической деятельности США. Итоги первого срока администрации Буша. Отв. ред. Т. А. Шаклеина. М.: ИСКРАН, 2005.
- Российско-американские отношения и выборы в США и России в 1999—2000 гг. Под ред. Т. А. Шаклеиной. М.: Институт США и Канады РАН, 2001.

Составитель, член редакционного совета и автор статей:
- Russian Foreign Policy in Transition. Anthology. Ed. by A. Melville and T. Shakleina. Budapest — N.Y.: Central European University, 2005 (In English).
- Системная история международных отношений (1945—2003). Под ред. А. Д. Богатурова. М.: Научно-образовательный форум по международным отношениям, 2003.
- Внешняя политика и безопасность современной России. 1991—2002. Хрестоматия. В 4-х т. Сост. Т. А. Шаклеина. М.: МГИМО-РОССПЭН, 2002.
- Внешняя политика и безопасность современной России. 1991—1999. Хрестоматия. В 2-х т., 3-х кн. Сост. Т. А. Шаклеина. М.: Московский общественный научный фонд, 1999.
- Russian Foreign Policy: Doctrines and Alternatives. Reader. Ed. Board: I. Kiss, A. Kortunov, T. Shakleina. Ed. by I. Kiss. Budapest: Constitutional and Legal Policy Institute, 1998 (In Hungarian)